# Видеманн, Владимир Владимирович
Владимир Владимирович Видеманн (4 февраля 1955, Таллин, ЭССР, СССР) — русский журналист и писатель, политолог, а также участник и историк советского хиппи–движения.

## Биография

### Детство и юность
Родился в семье с остзейскими корнями. Дальний родственник академика Императорской академии наук (Санкт-Петербург) Фердинанда Ивановича Видемана. Отец – Видеманн, Владимир Иванович (1924 – 1981), родился в Ленинграде. Воевал добровольцем на Волховском фронте, затем под Сталинградом (62 армия). После тяжелого ранения комиссован. Работал журналистом в газете «Советская Эстония», потом – директором клуба «Раку» (Таллин).
Мать – урожд. Тарасова, Валентина Ильинична (1933 – 2022), родилась в дер. Елизаветино (Рязанская обл.), до переезда в Эстонию (1950) жила в Москве. Работала в торговле.
В средней школе увлекся рок-музыкой, играл в самодеятельных коллективах «Extra Mural Interment» (EMI), «Пилигримы», «Таллинский Вариант» и др. В 15 лет примкнул к движению хиппи, был известен под псевдонимом «Кест». Тогда же заинтересовался психоделической культурой Нью-эйдж, стал путешествовать (часто автостопом) по разным регионам СССР.

### Жизнь в СССР
В 1977 году окончил Таллинский педагогический институт (факультет русского языка и литературы). После учёбы работал научным методистом в Министерстве Высшего и среднего специального образования ЭССР, затем — спорт-инструктором в Объединении Министерства транспорта ЭССР «Автотранс», а также инструктором йоги в Институте повышения квалификации руководящих работников «Майнор» (Таллин).
С 1976 по 1981 был секретарем эстонского мистика (члена Ордена Рамакришны), философа Михаэля «Рама» Тамма (1911—2002). С 1980 по 1987 преподавал запрещенные в СССР йогу, тай-цзи-цюань и восточные боевые искусства, читал подпольные лекции в разных городах. Был хорошо знаком с членами московского Южинского кружка, а также со многими представителями питерской, киевской и душанбинской богемы. Принимал участие в эстонском, таджикском и российском диссидентском движении. Распространял Самиздат, в основном книги религиозно-мистического содержания. Вместе с Юрием «Диверсантом» Поповым  вручную перепечатывал правозащитный бюллетень «Хроника текущих событий». Власти неоднократно пытались привлечь Видеманна к ответственности за противозаконную деятельности, даже предлагали подписать «отказ о преподавании йоги».  

### Жизнь на Западе
В 1987 году уехал из СССР в Колумбию. В 1988 переехал в Западный Берлин, где работал корреспондентом Русской службы Би-би-си до 2006 года. Выступал также в программах радиостанций Радио «Свобода», «Немецкая Волна», Русское Радио Америки, Радио РЭКА (Израиль), Радио-2 (Эстония), Радио России, Радио «Маяк» и других.
Издавал Международный политологический альманах «Императив» (Берлин – Санкт-Петербург, 1996 – 1999), посвященный проблемам Третьего пути (во всех его версиях – от консервативного до социалистического и либерального; художник — Тимур Новиков.
В 1997 году стал одним из идеологов Партии Православного Возрождения (председатель – гендиректор бизнес-ассоциации Ост-Вест Валентин Леонович Ковалевский, Санкт-Петербург).
Был активистом антиглобалистского движения, а также международной коалиции «Юбилей-2000» [[:en:Jubilee_2000]]. Принимал участие в различных мероприятиях антиглобалистов (Берлин, Прага, Бостон, Нью-Йорк), дружил с американскими активистами за права чернокожих. В 2000 году запустил русскую версию аниглобалистского интернет-ресурса «Индимедиа». Соучредитель общественной организации Европейский Русский Альянс (Брюссель, 2005).
Публиковался в изданиях «Новая Россия», «Эксперт», «НГ-Религия» и др. Участвовал в ряде сборников, в том числе:
— «Постчеловечество» (под редакцией М. Б. Ходорковского, 2007), ISBN 978-5-9265-0327-9
— «Русское Будущее» (составитель В.Штепа, 2008), ISBN 978-5-98187-255-6
— «Культура русского зарубежья 1990—2010» (составитель А.Хлобыстин, 2010), ISBN 978-5-4380-0022-8
– «Христианские начала экономической этики. Сборник материалов международной интернет-конференции» (2013), ISBN 978-5-4458-3055-9
— «Русское восприятие. Миры сновидящих» (главный редактор и составитель Роман Назаров, 2022), ISBN 978-5-6047749-2-2
– «Об основаниях Русской идеи. Сборник докладов» (2023), ISBN 978-5-6049884-7-3
Много путешествовал по миру, изучая локальные формы культурной антропологии (Европа, Северная и Южная Америка, Южная, Центральная, Восточная и Юго-Восточная Азия). По результатам своих поездок написал несколько книг (частично издано).
С 2006 года живёт в Лондоне. В 2008 основал частную консалтинговую компанию BRIC Service.
Был одним из соорганизаторов серии международных конференций по традициям исихазма – в Зальцбурге (2011), Веймаре (2012) [] и Белграде (2013).
Периодически выступает на международных конференциях (в том числе он-лайн) по истории движения Нью-эйжд [], политологии [] и антропологии.
В 2019 году вступил в Либертарианскую партию Великобритании.
Был близким другом гималайского йогина и мистика Свами Шивнараяна Пури, трагически погибшего в 2022 году.

## Литературная деятельность
Автор более 20 книг, часть из них была опубликована в Самиздате ограниченным тиражом.

### Книги

#### На русском
- Владимир В. Видеманн, «Запрещённый Союз. Хиппи, мистики, диссиденты». (Группа компаний «РИПОЛ Классик» / «Пальмира», Москва / Санкт-Петербург, 2019) ISBN 978-5-386-12448-9[10][11]
- Владимир В. Видеманн, «Запрещенный Союз – 2. Последнее десятилетие глазами мистической богемы». (Группа компаний «РИПОЛ Классик»/ «Пальмира», Москва / Санкт-Петербург, 2020) ISBN 978-5-386-12837-1[12]
- Владимир В. Видеманн. «Эволюционный Гуманизм или Тайная история человечества. Дилогия». (White Tracks, Denmark, 2017) ISBN 978-8792632-37-1
- Владимир Джа Гузман (псевдоним), «Тропой Священного Козерога или В поисках абсолютного центра». (RedFish, Санкт-Петербург, 2005)] ISBN 5-901582-96-9[13]
- Владимир В. Видеманн. «Белый снег Колумбии». (Издательство Пальмира, 2021 г.) ISBN 978-5-517-02810-5[14]
- Владимир В. Видеманн. "Трансатлантическая история". Издательство T8 RUGRAM.  ISBN 978-5-517-03561-5
- Владимир Видеманн: Хиппи, мистики, диссиденты. Изд. Т8, 2021 / ISBN 978-5-517-03558-5
- Владимир Видеманн: Маги, йоги, мистагоги. Изд. Т8, 2021 / ISBN 978-5-517-03559-2

#### На эстонском
- Vladimir Wiedemann, «Tundmatu Liit. Hipid — Müstikud — Dissidendid. Nõukogude Liidu 20 viimast aastat insaideri pilguga. Mälestusi 1968+1991» (Tänapäev, Tallinn, 2019) ISBN 978-9949-85-509-4 [15][16] Книга стала культовой в Эстонии.[17]
- Vladimir Wiedemann, «Püha Kaljukitse Radadel. Nõukogude hipide rännakud Kesk-Aasias». (Petrone Print, Tartu, 2013)] ISBN 978-9949-511-36-5 (печать) + ISBN 978-9949-511-39-6 (е-книга)[2][18]
- Vladimir Wiedemann, «Maagide Kool. Eesti okultne underground». (HOT Press, Tartu, 2008) ISBN 978-9985-9857-7-9 [19] Часть критиков назвала книгу "хитом сезона".[20]

### Экранизации и постановки
По материалам автобиографического романа «Запрещенный Союз»:
- организована международная передвижная выставка «Дети цветов» (2017—2018)[21], показана в десятке городов Европы, США и Канады;
- снят документальный фильм «Советские хиппи» (Эстония-Финляндия-ФРГ, 2017)[22][23], просмотры прошли во многих странах Европы (включая телеканал ARTE), а также в США и Канаде;
- в 2018 эстонский театр «Угала» (Вильянди) поставил пьесу Михаила Дурненкова «Революция хиппи» по произведениям Видеманна (на эстонском языке)[24];
- в 2019 в Москве, в Центре им. Вс. Мейерхольда состоялась премьера русской версии пьесы, под названием «Как эстонские хиппи разрушили Советский Союз» (режиссёр Талгат Баталов), созданной с помощью Фонда президентских грантов.[25][26][27]

## Личная жизнь
Женат, воспитывает сына (род. 2002).